# Kallima aruana
Kallima aruana är en fjärilsart som beskrevs av Moore 1897. Kallima aruana ingår i släktet Kallima och familjen praktfjärilar. Inga underarter finns listade i Catalogue of Life.